# Jan Igor Rybak
Jan Igor Rybak (ur. 17 października 1934 roku w Piastowie, zm. 18 marca 2014 roku w Warszawie) – polski hydrobiolog (limnolog).

## Życie naukowe
Studia na ówczesnym Wydziale Biologii i Nauk o Ziemi UW rozpoczął w 1951 roku. W ich czasie przez trzy lata w Biologicznej Stacji Jeziorowej Instytutu Rybactwa Śródlądowego w Giżycku brał udział w badaniu zooplanktonu 49 jezior jako bazy pokarmowej ryb.
Pracę magisterską na temat skorupiaków planktonowych strefy granicznej pelagialu i litoralu, prowadzoną pod kierunkiem Kazimierza Tarwida obronił w 1956 roku. Kilkadziesiąt lat później zajmował się badaniem skorupiaków z innego zespołu, psammonu, jak również żyjących w metafitonie. Pracę doktorską promowaną przez Kazimierza Petrusewicza pod tytułem „Osady denne jezior różnych typów troficznych” obronił w roku 1967. Mimo że głównym obiektem jego badań były wodne skorupiaki, jego publikacje dotyczyły również innych grup organizmów i zagadnień ekologicznych związanych z różnymi siedliskami wodnymi, głównie jeziornymi. W swoich zainteresowaniach badawczych mieścił różne dziedziny hydrobiologii. Z tego względu nie wyspecjalizował się w żadnym dziale, ale za to brał udział w zróżnicowanych badaniach i prowadził działalność dydaktyczną i popularyzatorską z szerokiego zakresu. Ta wszechstronność ułatwiła mu organizację kursów hydrobiologicznych czy warsztatów zooplanktonowych. Ponadto znany był ze zdolności organizacyjnych. Zaprojektował przyrząd do poboru psammonu.

## Działalność organizacyjna i redakcyjna
W 1965 roku został zastępcą kierownika stacji hydrobiologicznej PAN w Mikołajkach ds. naukowych i kierownikiem jej pracowni środowiskowej. Był wówczas odpowiedzialny za koordynację badań naukowych prowadzonych w stacji przez badaczy z różnych jednostek. Na początku lat 70. XX wieku na skutek kontroli NIK w Instytucie Ekologii PAN zwolniono kilkoro jego pracowników. Zarzuty ostatecznie wycofano, ale sytuacja nie wróciła do stanu poprzedniego. Później wrócił na Uniwersytet Warszawski, do Katedry/Zakładu Hydrobiologii.
Jeden z założycieli Polskiego Towarzystwa Hydrobiologicznego. Przez wiele lat był członkiem jego zarządu, pełniąc funkcję sekretarza.
Był współredaktorem „Wiadomości Hydrobiologicznych”, dodatku do „Ekologii Polskiej”, później „Wiadomości Ekologicznych”, od czasu ich powstania w 1961 roku. Po zakończeniu wydawania tego pisma w 2011 roku zainicjował kontynuację wydawania samych „Wiadomości Hydrobiologicznych” jako pisma elektronicznego publikowanego w witrynie internetowej Polskiego Towarzystwa Hydrobiologicznego. Współredagował również serię wydawniczą „Fauna Słodkowodna Polski”. Był twórcą „Directory – Hydrobiology in Poland”, czyli bazy polskich hydrobiologów.
Autor licznych kluczy i przewodników do oznaczania wodnych bezkręgowców. Kilka z nich tworzy serię „Przegląd Słodkowodnych Zwierząt Bezkręgowych” wydaną na potrzeby monitoringu jakości wód.
Część działalności organizatorskiej prowadził wraz z córką Joanną, biolożką pracującą w ministerstwie środowiska.

## Wybrane publikacje
Autor lub współautor ponad siedemdziesięciu publikacji naukowych z zakresu hydrobiologii. Niżej przedstawiono niektóre z nich.

### Artykuły naukowe i popularnonaukowe
- Jan Igor Rybak. Rozmieszczenie skorupiaków planktonowych w litoralu i pelagialu ze szczególnym uwzględnieniem granicy między tymi biotopami. „Ekologia Polska, Seria A”. 8 (6), s. 133–153, 1960. (pol.).
- Zdzisław Kajak, Jan Igor Rybak. Production and some trophic dependences in benthos against primary production and zooplankton production of several Masurian lakes. „Verhandlungen Internationale Vereinigung für theoretische und angewandte Limnologie”. 16, s. 441–451, 1966. (ang.).
- Jan Igor Rybak. Bottom sediments of the lakes of various trophic type. „Ekologia Polska, Seria A”. 17 (35), s. 611–662, 1969. (ang.).
- Jan Igor Rybak. Spatial and time changes of some environmental factors in the pelagial of Mikolajskie lake. „Ekologia Polska, Seria A”. 20 (40), s. 541–560, 1972. (ang.).
- Ewa Pieczyńska, Teresa Ozimek, Jan Igor Rybak. Long-term Changes in Littoral Habitats and Communities in Lake Mikolajskie (Poland). „Internationale Revue der gesamten Hydrobiologie und Hydrographie”. 73 (4), s. 361–378, 1988. DOI: 10.1002/iroh.19880730402. (ang.).
- Jan Igor Rybak. The swimming behavior of planktonic crustaceans colonizing algal mats. „Hydrobiologia”. 337 (1), s. 183–186, 1996. DOI: 10.1007/BF00028519. (ang.).
- Teresa Węgleńska, Jolanta Ejsmont-Karabin, Jan Igor Rybak: Biotic interactions of the zooplankton community of a shallow, humic lake. W: Shallow Lakes ’95. Lech Kufel, Andrzej Prejs, Jan Igor Rybak (red.). Springer, 1997, s. 185–195, seria: Developments in Hydrobiology. DOI: 10.1007/978-94-011-5648-6_20. ISBN 978-94-010-6382-1.
- Ewa Pieczyńska, Andrzej Kołodziejczyk, Jan Igor Rybak. The responses of littoral invertebrates to eutrophication-linked changes in plant communities. „Hydrobiologia”. 391 (1), s. 9–21, 1998. DOI: 10.1023/A:1003503731720. (ang.).
- Paweł Koperski , Andrzej Prejs, Jan Igor Rybak, Janusz Uchmański. Stan ekologii w Polsce (Dane ilościowe z lat 1994–1998). „Kosmos”. 49 (1/2), s. 246–247, 2000. (pol.).
- T. Półtorak, J. Igor Rybak, R. Bartel, J. A. Szczerbowski. Seasonal changes and vertical distribution of pelagic zooplankton in Lakes Tharthar, Habbaniya and Razzazah. „Archives of Polish Fisheries”. 9 (1), s. 93–109, 2001. (ang.).

### Seria „Przegląd Słodkowodnych Zwierząt Bezkręgowych”
- Jan Igor Rybak: Arthropoda. Crustacea. Cladocera. Warszawa: Główny Inspektorat Ochrony Środowiska, 1993, s. 30, seria: Biblioteka Monitoringu Środowiska. ISBN 83-85949-15-1.
- Jan Igor Rybak: Arthropoda. Crustacea. Copepoda. Warszawa: Główny Inspektorat Ochrony Środowiska, 1994, s. 33, seria: Biblioteka Monitoringu Środowiska. ISBN 83-85949-29-1.
- Jan Igor Rybak: Aschelminthes. Rotatoria. Warszawa: Główny Inspektorat Ochrony Środowiska, 1994, s. 38, seria: Biblioteka Monitoringu Środowiska. ISBN 83-85949-84-4.
- Jan Igor Rybak: Protozoa. Ciliophora (Ciliata). Warszawa: Główny Inspektorat Ochrony Środowiska, 1995, s. 60, seria: Biblioteka Monitoringu Środowiska. ISBN 83-85787-13-5.
- Jan Igor Rybak: Cz. V. Bezkręgowce bentosowe. Annelida. Oligochaeta. Mollusca. Gastropoda. Bivalvia. Arthropoda. Insceta. Diptera. Chironomidae (larwy). Warszawa: Główny Inspektorat Ochrony Środowiska, 1996, s. 92, seria: Biblioteka Monitoringu Środowiska. ISBN 83-87166-32-3.
- Jan Igor Rybak: Cz. VI. Diptera – muchówki (larwy). Warszawa: Główny Inspektorat Ochrony Środowiska, 1997, s. 77, seria: Biblioteka Monitoringu Środowiska. ISBN 83-87166-91-X.
- Jan Igor Rybak: Cz. VII. Insecta – owady (larwy). Ephemeroptera. Plecoptera. Trichoptera. Warszawa: Główny Inspektorat Ochrony Środowiska, 1997, s. 71, seria: Biblioteka Monitoringu Środowiska.
- Jan Igor Rybak: Cz. VIII. Insecta – owady. Arthropoda, Insecta. Odonata (larwy). Lepidoptera (larwy). Megaloptera (larwy). Planipennia (larwy). Collembola. Warszawa: Główny Inspektorat Ochrony Środowiska, 2000, s. 67, seria: Biblioteka Monitoringu Środowiska. ISBN 83-7217-105-X.
- Jan Igor Rybak: Cz. IX. Insecta – owady formy dorosłe i larwy. Arthropoda, Insecta. Coleoptera. Heteroptera. Warszawa: Główny Inspektorat Ochrony Środowiska, 2001, s. 120, seria: Biblioteka Monitoringu Środowiska. ISBN 83-7217-145-9.

### Inne klucze i przewodniki
- Jan Igor Rybak: Przewodnik do rozpoznawania niektórych bezkręgowych zwierząt słodkowodnych. Warszawa: Państwowe Wydawnictwo Naukowe, 1971, s. 75.
- Jan Igor Rybak: Bezkręgowe zwierzęta słodkowodne. Warszawa: Wydawnictwo Naukowe PWN, 2000. ISBN 83-01-13168-3. Brak numerów stron w książce
- Jan Igor Rybak, Leszek A. Błędzki: Widłonogi, Copepoda: Cyclopoida, Klucz do oznaczania. Warszawa: Główny Inspektorat Ochrony Środowiska, 2005, s. 127, seria: Biblioteka Monitoringu Środowiska. ISBN 83-7217-253-6.
- Jan Igor Rybak, Leszek A. Błędzki: Słodkowodne skorupiaki planktonowe. Klucz do oznaczania gatunków. Warszawa: Wydawnictwa Uniwersytetu Warszawskiego, 2010, s. 368. ISBN 978-83-235-0738-3.
- Leszek A. Błędzki, Jan Igor Rybak: Freshwater Crustacean Zooplankton of Europe, Cladocera & Copepoda (Calanoida, Cyclopoida), Key to species identification, with notes on ecology, distribution, methods and introduction to data analysis. Switzerland: Springer International Publishing, 2016, s. XVI+918. DOI: 10.1007/978-3-319-29871-9. ISBN 978-3-319-29870-2.

## Uznanie środowiskowe
Mimo że ścieżkę kariery naukowej zakończył na stopniu doktora, był naukowcem cenionym przez polskie środowisko hydrobiologiczne. Ceniono go również za działalność na rzecz środowiska limnologów. Został nagrodzony Medalem imienia Alfreda Lityńskiego. Jednym z dowodów uznania jest nadanie jego imienia nagrodzie za najlepszy plakat konferencyjny przyznawaną na zjazdach hydrobiologów polskich. Po jego śmierci jedną z sesji takiego zjazdu (23. w 2015 roku) poświęcono wspomnieniu jego dorobku, podobnie jak jedno z seminariów warszawskiego oddziału Polskiego Towarzystwa Hydrobiologicznego. Poświęcono mu również specjalne wydanie „Wiadomości Hydrobiologicznych” (numer 210). W 2016 roku na terenie Stacji Hydrobiologicznej Mikołajki posadzono na jego pamiątkę dąb i wmurowano tablicę.